# 貝姆河
貝姆河（俄语：Бым），是俄羅斯的河流，位於該國西部彼爾姆邊疆區，屬於伊連河的左支流，河口處在科爾東（Кордон）附近，河道全長56公里，流域面積327平方公里。